# Витебск (бортовой комплекс обороны)

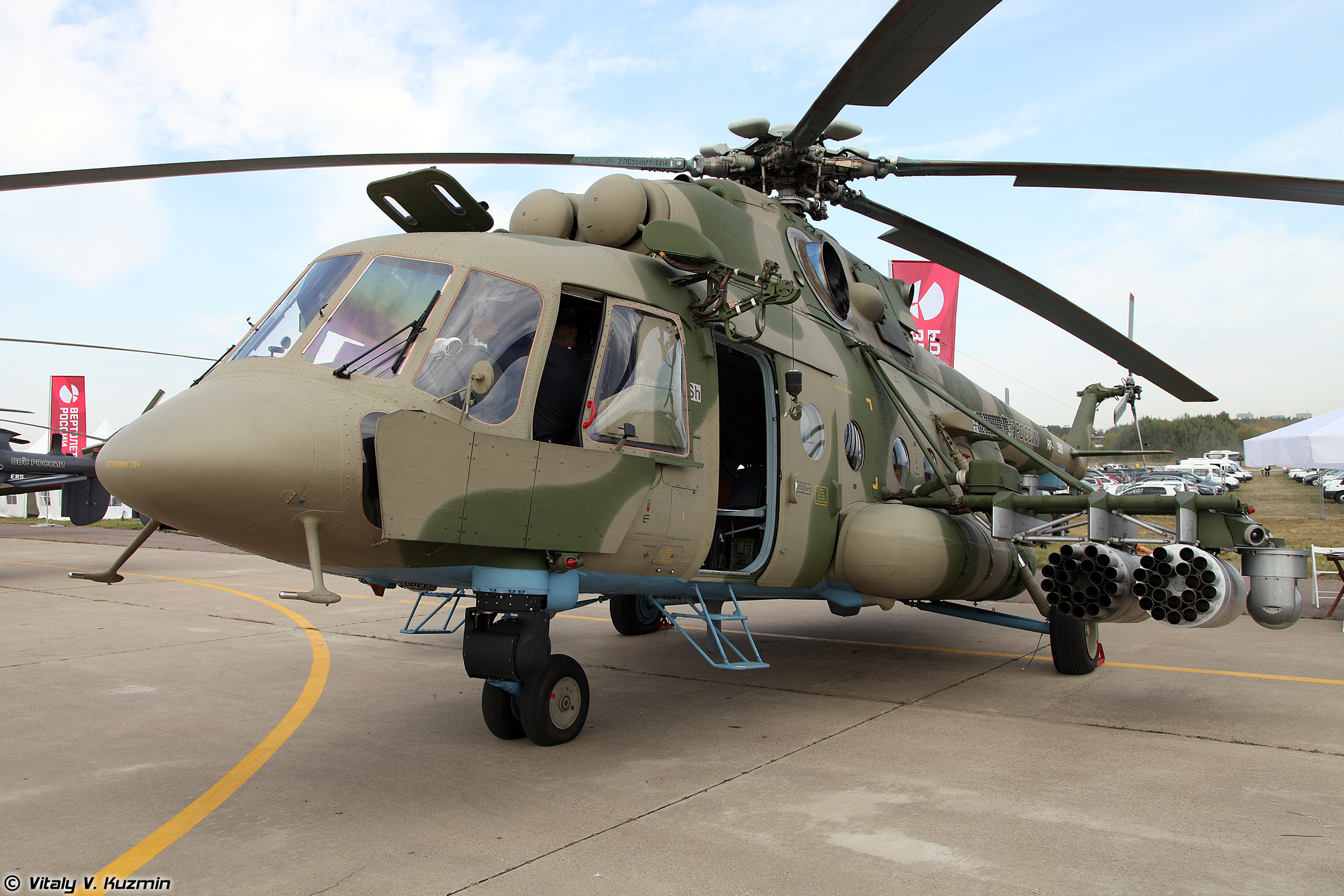
Ми-8АМТШ оснащённый бортовым комплексом обороны Л-370Э8 «Витебск» на МАКС-2015.
Видны ультрафиолетовые пеленгаторы факта пуска ракет и станции оптико-электронного подавления на законцовках держателей внешней подвески, а также устройства выброса пассивных помех на борту вертолёта (ближе к хвостовой балке).

Л-370 «Ви́тебск» (экспортное обозначение: англ. President-S — «Президе́нт-С») — российский авиационный бортовой комплекс обороны (БКО). Предназначен для предупреждения экипажа о радиолокационном и лазерном облучении летательного аппарата (ЛА), фактах пуска по нему управляемых ракет, а также для противодействия нацеленным на ЛА ракетам с радиолокационными (РГСН) и инфракрасными (ИКГСН) головками самонаведения.

## Описание
Система разработана и выпускается концерном «Радиоэлектронные технологии» (КРЭТ). Может устанавливаться на гражданские и военные ЛА, обеспечивает защиту от зенитных управляемых ракет и ракет «воздух-воздух». В разработке системы на разных этапах принимали участие Московский научно-технический центр «Реагент», специальное КБ «Зенит» (Зеленоград), НТЦ «Элинс» (Зеленоград), возглавляемый В. Н. Тикменовым. Головным разработчиком комплекса стал НИИ «Экран» (Самара).
Впервые прототип комплекса был представлен в июне 2010 в Париже на выставке «Eurosatory-2010».
Испытывался на вертолётах Ми-8 и Ка-50. В 2015 году на полигоне под Ахтубинском по вертолёту Ми-8, стоящему на земле с установленным на нём «Витебском», были выпущены 20 ракет типа «Игла». Все выпущенные ракеты не смогли поразить цель.
Промышленное производство начато в июне 2015 года. 24 апреля 2019 года ТАСС, ссылаясь на материалы Московского вертолётного завода имени М. Л. Миля, сообщило о том, что все строевые транспортно-боевые вертолёты Ми-35М, стоящие на вооружении ВКС России, оснащены бортовым комплексом обороны «Витебск».

## Принцип действия
Система автоматически обнаруживает пуск ракеты и активирует применение пассивных помех (ложных тепловых целей и дипольных отражателей), а также активной защиты в инфракрасном и радиодиапазонах, что приводит к нарушению работы систем самонаведения ракет и их уход на ложные цели. Система может работать в автоматическом режиме без участия оператора, лишь информируя о ракурсе атаки и характере угрозы (фактах пуска ракет, радиолокационном или лазерном облучении, с идентификацией лазерных средств наведения и дальнометрии противника), а также о принятых мерах противодействия и об оставшихся средствах защиты. В состав вертолётного комплекса входят:
- устройство управления;
- аппаратура обнаружения лазерного облучения;
- ультрафиолетовые пеленгаторы пуска ракет;
- станции оптико-электронного подавления (СОЭП);
- устройства выброса пассивных помех.

В состав самолётного БКО включена цифровая станция активных помех (ЦСАП), которая предназначена для постановки электромагнитных помех и подавления радиолокационных сигналов РЛС обнаружения и наведения противника, а также головок самонаведения управляемых ракет с РГСН. Система использует цифровую обработку радиолокационных сигналов и формирования помех. Обеспечивает защиту ЛА при наличии угроз от нескольких одновременно работающих радиолокационных систем управления ракетами противника. В перспективе планируется включить аналогичную ЦСАП и в состав вертолётного БКО.
Комплекс выполнен в виде блоков, которые могут размещаться как внутри, так и на узлах внешней подвески летательных аппаратов.

## Модификации
Модификации БКО, в зависимости от применяемости на том или ином типе ЛА, различаются составом и количеством устанавливаемых блоков:
- «Витебск-25» — предназначен для установки на штурмовики семейства Су-25;
- Л-370Э8 — предназначен для установки на вертолёты семейства Ми-8;
- Л-370Э26Л — предназначен для установки на вертолёты семейства Ми-26;
- Л-370В52 — предназначен для установки на вертолёты семейства Ка-52;
- Л-370Э50 — предназначался для установки на вертолёты Ка-50.

## Государства-эксплуатанты
- Россия — начиная с 2015 года БКО устанавливается на самолёт президента России, Ил-76, Ми-8АМТШ, Ми-26, Ми-28, Ми-35М, Ка-52; Су-25СМ3;
- Египет — Ми-17[7].